# Gorczycznik prosty
Gorczycznik prosty (Barbarea stricta) – gatunek rośliny należący do rodziny kapustowatych. Występuje naturalnie w Europie środkowej i północnej oraz w zachodniej i środkowej Azji, a jako zawleczony także w Europie zachodniej i w Ameryce Północnej. W Polsce jest spotykany niemal na całym obszarze.

## Rozmieszczenie geograficzne
Zasięg gatunku obejmuje środkową, wschodnią i północną Europę na wschodzie sięgając po północną Mongolię. Przebieg zachodniej granicy jest niejasny – w Niemczech, gdzie jest rozpowszechniony, gatunek uznawany jest za rodzimy, a dalej na zachód – w Belgii i na Wyspach Brytyjskich. Jest szeroko rozprzestrzeniony na Półwyspie Skandynawskim i znany jest z pojedynczych stanowisk z południowej Grenlandii. Południowa granica obejmuje Góry Dynarskie, Siedmiogród (w Rumunii gatunek jednak bardzo rzadki) i Ukrainę. Izolowane stanowiska znajdują się także w rejonie Kaukazu. We wschodniej Syberii gatunek zanika. Jako roślina introdukowana rośnie w Zachodniej Europie – w Belgii, Francji i na Wyspach Brytyjskich oraz w Ameryce Północnej – we wschodniej Kanadzie i wschodniej części USA. W Europie Zachodniej gatunek jest inwazyjny.
W Polsce gatunek jest rozpowszechniony wzdłuż większych rzek (Odra, Wisła, Bug, San, Warta), poza tym rozproszony, głównie w północnej części kraju i w województwach śląskim, opolskim i dolnośląskim.

## Morfologia

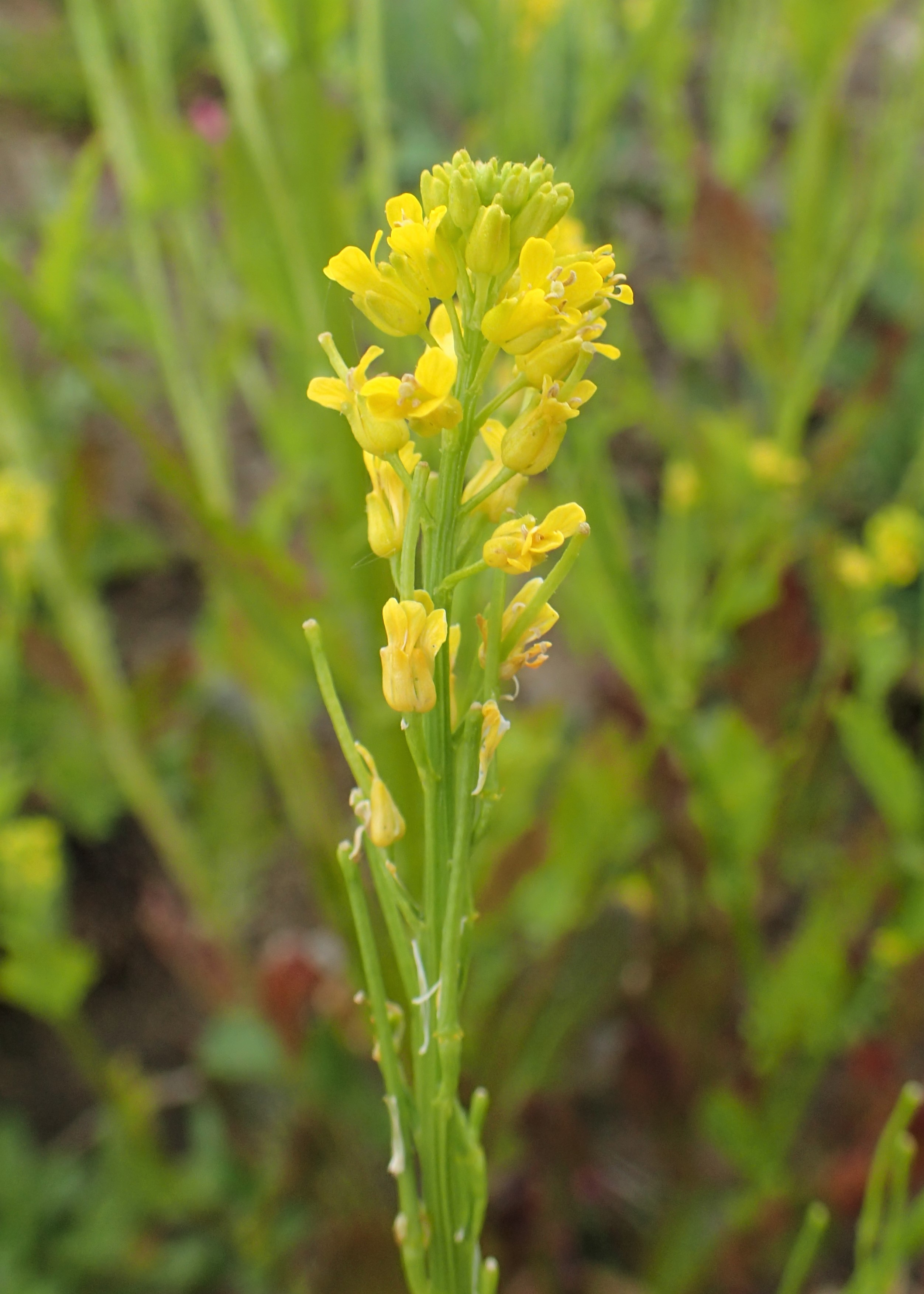
Kwiatostan i owoce

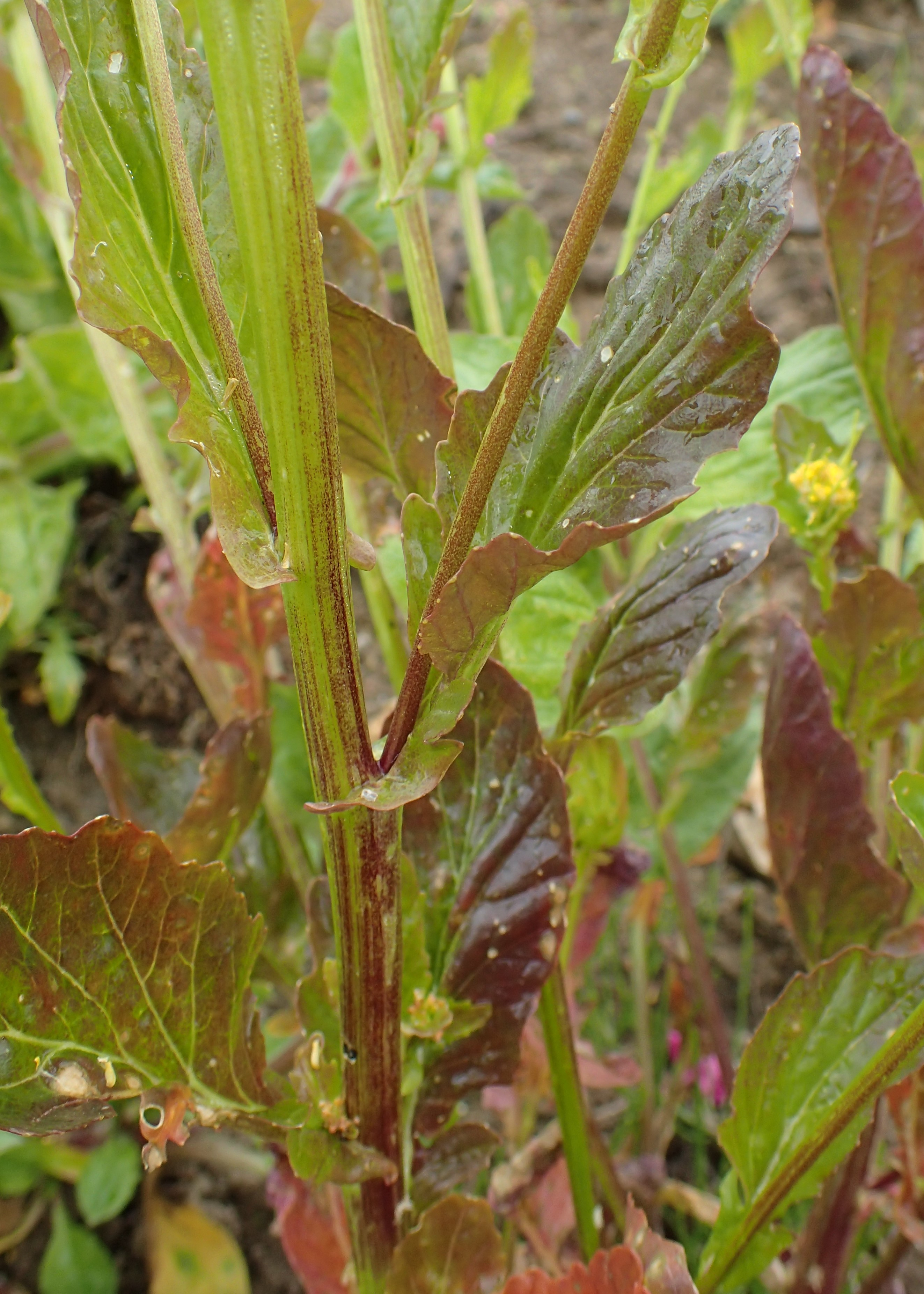
Liście łodygowe z uszkowatymi nasadami

PokrójRoślina zielna osiągająca 45–80 cm wysokości (rzadko do 1 m), naga (rzadziej bardzo słabo owłosiona – orzęsione bywają uszka obejmujące łodygę i ogonki liściowe), prosto wzniesiona, o łodydze kanciastej, pojedynczej lub rozgałęzionej.
LiścieGórne liście siedzące, o nasadzie uszkowatej, grubo i nierówno ząbkowane. Dolne liście ogonkowe (ogonek zwykle do 6 cm długości), lirowate – z dużym listkiem szczytowym (o długości 2–7 cm i szerokości do ok. 5 cm) i 1–3 parami niewielkich lisków bocznych osiągających do 1,5 cm długości i do 0,5 cm szerokości. Brzegi listków grubo, tępo ząbkowane.
KwiatyZebrane w szczytowe grono. Działki cztery, na końcach kapturkowate i owłosione. Osiągają do 2–3 mm długości i 1 mm szerokości. Płatki korony jasnożółte, do 3,5–5 mm długości, o 1/3 dłuższe od działek, na szczycie zaokrąglone. U nasady pręcików znajdują się miodniki, te przy dłuższych pręcikach są stojące, języczkowate. Nitki pręcików osiągają 2–3,5 mm długości, pylniki do 0,5 mm. Słupek do 1,5, rzadko do 2 mm długości. Zalążnia zwykle z 20–28 zalążkami.
OwoceWzniesione ku górze i przytulone do osi kwiatostanu równowąskie, obłe do czterograniastych łuszczyny długości 2–3 cm i o średnicy do 2 mm, rozwijające się na szypułkach długości do 5 mm. Łuszczyny zwieńczone dzióbkiem długości 1–1,5 mm. Nasiona jednorzędowe, do 1,5 mm długości, brązowe.
Gatunki podobneGorczycznik pospolity ma pąki i działki kielicha nagie, a nie owłosione, łuszczyny skośnie lub szeroko odstające od osi kwiatostanu (choć mogą być też wzniesione, a u znanej z Niemiec B. vulgaris subsp. rivularis także przylegają do łodygi), płatki osiągające 6–9 mm długości (dwa razy dłuższe od działek), złotożółte.

## Biologia i ekologia
Roślina dwuletnia, rzadko bylina, hemikryptofit. Kwitnie od kwietnia do czerwca. Rośnie na brzegach rowów i rzek, na wilgotnych łąkach i w zaroślach, także na przydrożach i nieużytkach ruderalnych.
Liczba chromosomów 2n = 14, 16, 18.

## Systematyka i taksonomia
Mieszańce
Gatunek tworzy mieszańce z gorczycznikiem pospolitym B. vulgaris.
Synonimy nazwy naukowej
- Barbarea barbarea var. stricta (Andrz.) MacMill.
- Barbarea palustris Hegetschw.
- Barbarea parviflora Fr.
- Barbarea vulgaris var. stricta (Andrz. ex Besser) A.Gray
- Barbarea vulgaris var. stricta (Andrz.) Regel
- Campe stricta (Andrz.) W.Wight
- Campe stricta var. taurica (DC.) House
- Crucifera stricta E.H.L.Krause

Homonimy
- Barbarea stricta J.Fellm. → Barbarea orthoceras Ledeb.[14]
- Barbarea stricta Willk. → Barbarea vulgaris W.T.Aiton[15]